# Diecezja Sicuani
Diecezja Sicuani (łac. Dioecesis Sicuanensis; hiszp. Diócesis de Sicuani) – jedna z 20 diecezji obrządku łacińskiego w Kościele katolickim w Peru w regionie Cuzco, ze stolicą w Sicuani. Erygowana 10 stycznia 1959 konstytucją apostolską Universae Ecclesiae przez Jana XXIII jako prałatura terytorialna. Ustanowiona diecezją 29 września 2020 bullą papieską przez Franciszka. Biskupstwo jest sufraganią archidiecezji Cuzco.

## Biskupi
- Biskup diecezjalny: César Augusto Huerta Ramírez (od 2024)